# Digital Living Network Alliance
Die Digital Living Network Alliance (DLNA) war eine Herstellervereinigung mit dem Ziel, durch Produktzertifizierung (DLNA-Zertifikat) sicherzustellen, dass in einem privaten Heimnetzwerk eines Endkunden Geräte von verschiedenen Herstellern miteinander unmittelbar ohne Konfiguration störungsfrei zusammenarbeiten – mindestens mit dem Protokollstandard Universal Plug and Play (UPnP). Im Januar 2017 löste sich die Vereinigung auf. Die DLNA-Zertifizierungen werden durch das Nachfolgeunternehmen SpireSpark fortgeführt.

## Geschichte

Logo für zertifizierte Produkte

Die DLNA wurde im Juni 2003 als Digital Home Working Group (DHWG) von Sony und Intel gegründet. Sie wurde im Juni 2004 in Digital Living Network Alliance (DLNA) umbenannt. Die Verwaltung der DLNA hatte ihren Sitz in Beaverton, Oregon. Um eine DLNA-Zertifizierung erhalten zu können, musste ein Hersteller Mitglied der DLNA sein. Die Vereinigung bestand aus mehr als 250 Herstellern aus 20 Ländern, darunter Cisco, Ericsson, Hewlett-Packard, Microsoft, Motorola, Nokia, Panasonic, Philips, Samsung, Sharp und Toshiba.
Am 5. Januar 2017 gab die DLNA in einer Pressemeldung ihre Auflösung bekannt, da die wesentlichen Ziele nach 15 Jahren erreicht worden seien und die kostenpflichtigen DLNA-Zertifizierungen besser in einer Gesellschaft namens SpireSpark mit breiterem Dienstleistungsangebot fortgeführt würden. Die Nachfolgeorganisation SpireSpark wurden von ehemaligen DLNA-Führungskräften in Portland, Oregon gegründet.
Die Webseite www.dlna.org wird von SpireSpark weiterbetrieben, aber bei vielen Inhalten erfolgt eine Weiterleitung auf die spirespark.com, u. a. auch für die Produktdatenbank, über die der Konsument zum Beispiel über die Eingabe des Produktnamens den Umfang der DLNA-Zertifizierung kontrollieren kann.

## DLNA-Zertifizierung
Das DLNA-Zertifizierungsprogramm umfasst die Prüfung auf korrekte technische Umsetzung verschiedener Netzwerkprotokolle und Dateiformate. Jede DLNA-Zertifizierung umfasst mindestens das Protokoll Universal Plug and Play (UPnP). Aus diesem Umstand ergibt sich, dass die Begriffe DLNA und UPnP oft synonym benutzt werden. Der Unterschied zwischen UPnP und DLNA liegt darin, dass UPnP ein Standard ist, der von Herstellern verschieden interpretiert und umgesetzt werden kann. Durch die freiwillige DLNA-Zertifizierung sollen Überraschungen für den Konsumenten vermieden werden.

DLNA-Schema

Zum Zertifizierungsprogramm DLNA gehören folgende drei Geräteklassen:
| Medien | Vorgeschriebene Formate | Optionale Formate                |
| ------ | ----------------------- | -------------------------------- |
| Bilder | JPEG                    | GIF, TIFF, PNG                   |
| Audio  | LPCM (zweikanalig)      | MP3, WMA9, AC-3, AAC, ATRAC3plus |
| Video  | MPEG2                   | MPEG-1, MPEG-4, WMV9             |

Heimnetzwerkgeräte (Home Network Devices)
- Digital Media Server (DMS) stellen Medieninhalte (z. B. Filme, Bilder, Musik) zur Verfügung (als Netzlaufwerk).
- Digital Media Player (DMP) spielen übers Netzwerk zur Verfügung gestellte Medien ab (z. B. Fernsehgerät, MP3-Player).
- Digital Media Renderer (DMR) spielen Medien ab, die über einen Digital Media Controller empfangen werden, der wiederum den Inhalt von einem Digital Media Server holt (z. B. Fernsehgerät, Audioempfänger).
- Digital Media Controller (DMC) finden Inhalte auf Digital Media Servern und spielen diese auf Digital Media Renderern ab (z. B. WLAN-fähige Kamera oder PDA).
- Digital Media Printer (DMPr) stellen Druckdienste im DLNA-Netzwerk zur Verfügung.

Einzelne Geräte können mehreren Geräteklassen angehören. Zum Beispiel kann ein PC als Media Server, Media Player, Media Renderer und Media Controller fungieren: Der Server stellt Medien für andere Geräte bereit. Der Player spielt aktiv Medien von anderen Geräten ab. Der Controller gibt einem anderen Gerät (Renderer) die Anweisung, Medien irgendeiner Quelle abzuspielen. Umgekehrt kann er als Renderer (d. h. Abspielmedium) fungieren, wenn ein anderes Gerät (Controller) ihn dazu veranlasst.
Tragbare Geräte (Mobile Handheld Devices)
- Mobile Digital Media Server (M-DMS) speichern Inhalte und stellen diese Mobile Digital Media Playern, Digital Media Renderern und Digital Media Printern zur Verfügung.
- Mobile Digital Media Player (M-DMP) finden und spielen Inhalte von Digital Media Servern oder Mobile Digital Media Servern ab.
- Mobile Digital Media Uploader (M-DMU) können Daten auf einen Digital Media Server oder Mobile Digital Media Server hochladen.
- Mobile Digital Media Downloader (M-DMD) finden und laden Daten von einem Digital Media Server oder Mobile Digital Media Server herunter.
- Mobile Digital Media Controller (M-DMC) finden Inhalte auf einen Digital Media Server oder Mobile Digital Media Server und senden ihn an einen Digital Media Renderer.

Zu den tragbaren Geräten gehören u. a. Mobilfunkgeräte, tragbare MP3-Player, PDAs und Digitalkameras. Zum Teil stellen diese Geräte mehrere Funktionen bereit. So kann ein Mobiltelefon z. B. Server, Player und Controller gleichzeitig sein.
Infrastrukturgeräte (Home Infrastructure Devices)
- Mobile Network Connectivity Function (M-NCF): Geräte, die als Verbindungsbrücke zwischen den tragbaren Geräten und den Heimnetzwerkgeräten fungieren.
- Media Interoperability Unit (MIU): Geräte, mit denen die Medienformate für die Heimnetzwerkgeräte und tragbare Geräte konvertiert werden können.

## Anwendungsbeispiele
- Filme sind auf einem Digital Media Server (z. B. Network Attached Storage) abgelegt. Ein Digital Media Player (z. B. DLNA-fähiges Fernsehgerät) hat die Fähigkeit, diese auf dem DMS zu finden und abzuspielen.
- Fotos sind auf einem Digital Media Controller (z. B. Digitalkamera) abgelegt. Ein Digital Media Renderer (z. B. DLNA-fähiges Fernsehgerät) hat die Fähigkeit, die Fotos darzustellen.
- Musik ist auf einem Computer, einem Digital Media Server, abgelegt. Mit einem Mobile Digital Media Controller (z. B. einem PDA) kann das Abspielen der Musikstücke auf dem Digital Media Renderer (z. B. DLNA zertifizierte WLAN-Lautsprecher) gesteuert werden.
- Fotos liegen auf einer WLAN-fähigen Kamera und können über einen Digital Media Printer übers Computernetzwerk gedruckt werden.
- In eine Webseite eingebettete Filme werden über einen Mobile Digital Media Controller (z. B. Smartphone, Tablet) auf einem Digital Media Renderer (z. B. DLNA-fähiges Fernsehgerät) abgespielt.[5]

## Versionen der DLNA-Richtlinien
Eine DLNA-Zertifizierung erfolgt immer anhand einer Zertifizierungsrichtlinie (DLNA Guideline). Diese Richtlinie wird in unregelmäßigen Abständen in Form von Versionsnummern weiterentwickelt. Der Auftraggeber der freiwilligen DLNA-Zertifizierung kann entscheiden, ob er ein Produkt nach der neuesten oder älteren Versionsnummer zur DLNA-Prüfung einreicht. In der öffentlichen DLNA-Produktdatenbank kann der Kunde abfragen, auf welche DLNA-Versionsnummer zertifiziert wurde.
- Version 1.0 wurde im Juni 2004 veröffentlicht. Sie definiert den Digital Media Server (DMS) und den Digital Media Player (DMP).[7]
- Version 1.5 wurde im März 2006 veröffentlicht und im Oktober desselben Jahres erweitert. Die Richtlinien wurden um z. B. mobile Geräte und Drucker erweitert, das Protokoll verbessert, neue Medienformate aufgenommen, Quality of Service und Bluetooth-Unterstützung hinzugefügt etc.[8]
- Version 2.0 umfasste Stand Frühling 2008 Themen wie EPG, Content Sync, RUI, WPS, Media Formats, Scheduled recording und DRM.[9]
- Version 3.0 wurde im Sommer 2015 veröffentlicht und beinhaltet unter anderem Verbesserungen für Ladezeiten, verbesserte Energieeffizienz und HEVC-Unterstützung.[10]
- Version 4.0 von 2016 behebt u. a. Probleme beim Formatieren von Speichermedien (Fehlermeldung “media format not supported”) zwischen PCs, TVs, Ultra HD Streaming; neues DLNA 4.0-Logo, Energiesparmodus für angeschlossene Geräte.[11]

## Kritik
Kritisch wird bei diesem Standard gesehen, dass viele – eigentlich selbstverständliche – Funktionen nicht eingebaut oder nur unzureichend umgesetzt sind: So kann es passieren, dass beim Zugriff des Fernsehers auf ein Netzlaufwerk das Vor- und Zurückspulen nicht möglich ist.
Ebenso wird die Intransparenz für den Konsumenten kritisiert, weil der Konsument aus dem abgebildeten DLNA-Zertifizierungslogo nicht erkennen kann, welche DLNA-Variante zertifiziert wurde mit negativen Erfahrungen wie diese aus dem Jahre 2009:

„Die Formate, die ein Fernseher für das Erlangen des DLNA-Logos wiedergeben muss, sind lediglich JPEG (Fotos), LPCM (2-Kanal-Audio) und MPEG-2 (Videos). Das ist vollkommen realitätsfremd. Wer ein Video aus dem Netz lädt oder eine Sicherheitskopie einer DVD anfertigt, hat Dateien in Formaten wie MKV, DivX, Xvid, H.264 oder WMV9 vorliegen. Musik speichert kein Mensch im LPCM-Format, sondern als WMA-, AAC-, OGG- oder MP3-Datei. Lediglich bei Fotos wird DLNA mit JPEG dem faktischen Standard gerecht. Zwar gibt es optionale Formate in den DLNA-Richtlinien, diese sind aber eben nur optional und nicht Pflicht. Zudem fehlen auch hier wichtige Dinge wie AAC, DivX, Xvid oder MKV. Die Folge: Die Hersteller von Fernsehern sparen sich teure Prozessoren für das aufwändige Dekodieren dieser Dateien. Teilweise ist es sogar so, dass die Fernsehgeräte entsprechende Dateien zwar von USB-Speichermedien wiedergeben, der Datenstrom im gleichen Format aber nicht läuft.“

Im Jahre 2014 kritisiert die Zeitschrift c’t, dass die Hersteller von Unterhaltungselektronik weiterhin ihre Produkte mit Funktionsvielfalt für höhere Preiskategorien bewerben, aber an verwendeter Computer-Hardware und -Software sparen können und die DLNA-Zertifizierung für den Konsumenten kein ausreichendes Qualitätsmerkmal für problemloses Streaming von Audio- und Videoinhalten ist.

## Ähnliche Lösungen
- Miracast
- Airplay
- Sat-over-IP-Technik